# Milan-San Remo 2003
La 94e édition de la course cycliste Milan-San Remo a eu lieu le 22 mars 2003 sur une distance de 297 km. L'Italien Paolo Bettini a battu au sprint ses compatriotes Mirko Celestino et Luca Paolini. Mario Cipollini règle le sprint du peloton qui arrive sur les talons des échappés avec 11 secondes de retard.
La course disputée sur un parcours de 297 kilomètres est la première manche de la Coupe du monde de cyclisme sur route 2003.

## Présentation

### Équipes
Milan-San Remo figure au calendrier de la Coupe du monde de cyclisme sur route 2003.
On retrouve un total de 25 équipes au départ, 23 faisant partie des GSI, la première division mondiale, et les deux dernières des GSII, la seconde division mondiale.
| Groupes sportifs I (23)- Domina Vacanze-Elitron - AG2R Prévoyance - Alessio - Cofidis-Le Crédit par Téléphone - Crédit agricole - Fassa Bortolo - Fdjeux.com - Gerolsteiner - iBanesto.com - Kelme-Costa Blanca - Lampre - Landbouwkrediet-Colnago - Lotto-Domo - ONCE-Eroski - Phonak Hearing Systems - Quick Step-Davitamon - Rabobank - Saeco-Longoni Sport - Vini Caldirola-Saunier Duval - Team Coast - CSC - Telekom - US Postal Service-Berry Floor Groupes sportifs II (2)- Panaria-Fiordo - De Nardi-Colpack-Astro |
| |

## Classements

### Classement de la course
| \| Classement général \| Classement général \| Classement général \| Classement général \| Classement général \| \| Coureur \| Coureur \| Pays \| Équipe \| Temps \| \| ------------------ \| ------------------ \| ------------------ \| ---------------------------- \| ------------------ \| \| 1er \| Paolo Bettini \| Italie \| Quick Step-Davitamon \| 6 h 44 min 43 s \| \| 2e \| Mirko Celestino \| Italie \| Saeco-Longoni Sport \| + 0 s \| \| 3e \| Luca Paolini \| Italie \| Quick Step-Davitamon \| + 2 s \| \| 4e \| Mario Cipollini \| Italie \| Domina Vacanze-Elitron \| + 11 s \| \| 5e \| Dario Pieri \| Italie \| Saeco-Longoni Sport \| + 11 s \| \| 6e \| Erik Zabel \| Allemagne \| Telekom \| + 11 s \| \| 7e \| Óscar Freire \| Espagne \| Rabobank \| + 11 s \| \| 8e \| Ján Svorada \| Tchéquie \| Lampre \| + 11 s \| \| 9e \| Sergueï Ivanov \| Russie \| Fassa Bortolo \| + 11 s \| \| 10e \| Guido Trenti \| Italie \| Fassa Bortolo \| + 11 s \| \| 11e \| Gianluca Bortolami \| Italie \| Vini Caldirola-Saunier Duval \| + 11 s \| \| 12e \| Bernhard Eisel \| Autriche \| Fdjeux.com \| + 11 s \| \| 13e \| Markus Zberg \| Suisse \| Gerolsteiner \| + 11 s \| \| 14e \| Baden Cooke \| Australie \| Fdjeux.com \| + 11 s \| \| 15e \| Graziano Gasparre \| Italie \| De Nardi-Colpack-Astro \| + 11 s \| \| 16e \| Matthew Wilson \| Australie \| Fdjeux.com \| + 11 s \| \| 17e \| Kim Kirchen \| Luxembourg \| Fassa Bortolo \| + 11 s \| \| 18e \| Marc Lotz \| Pays-Bas \| Rabobank \| + 11 s \| \| 19e \| Beat Zberg \| Suisse \| Rabobank \| + 11 s \| \| 20e \| Ruggero Marzoli \| Italie \| Alessio \| + 11 s \| |                    |            |                              |                 |
| |                    |            |                              |                 |
| |                    |            |                              |                 |
| Classement général |                    |            |                              |                 |
| Coureur | Coureur            | Pays       | Équipe                       | Temps           |
| 1er | Paolo Bettini      | Italie     | Quick Step-Davitamon         | 6 h 44 min 43 s |
| 2e | Mirko Celestino    | Italie     | Saeco-Longoni Sport          | + 0 s           |
| 3e | Luca Paolini       | Italie     | Quick Step-Davitamon         | + 2 s           |
| 4e | Mario Cipollini    | Italie     | Domina Vacanze-Elitron       | + 11 s          |
| 5e | Dario Pieri        | Italie     | Saeco-Longoni Sport          | + 11 s          |
| 6e | Erik Zabel         | Allemagne  | Telekom                      | + 11 s          |
| 7e | Óscar Freire       | Espagne    | Rabobank                     | + 11 s          |
| 8e | Ján Svorada        | Tchéquie   | Lampre                       | + 11 s          |
| 9e | Sergueï Ivanov     | Russie     | Fassa Bortolo                | + 11 s          |
| 10e | Guido Trenti       | Italie     | Fassa Bortolo                | + 11 s          |
| 11e | Gianluca Bortolami | Italie     | Vini Caldirola-Saunier Duval | + 11 s          |
| 12e | Bernhard Eisel     | Autriche   | Fdjeux.com                   | + 11 s          |
| 13e | Markus Zberg       | Suisse     | Gerolsteiner                 | + 11 s          |
| 14e | Baden Cooke        | Australie  | Fdjeux.com                   | + 11 s          |
| 15e | Graziano Gasparre  | Italie     | De Nardi-Colpack-Astro       | + 11 s          |
| 16e | Matthew Wilson     | Australie  | Fdjeux.com                   | + 11 s          |
| 17e | Kim Kirchen        | Luxembourg | Fassa Bortolo                | + 11 s          |
| 18e | Marc Lotz          | Pays-Bas   | Rabobank                     | + 11 s          |
| 19e | Beat Zberg         | Suisse     | Rabobank                     | + 11 s          |
| 20e | Ruggero Marzoli    | Italie     | Alessio                      | + 11 s          |

### Classement UCI
La course attribue des points à la Coupe du monde de cyclisme sur route 2003 selon le barème suivant :
| Position           | 1er | 2e | 3e | 4e | 5e | 6e | 7e | 8e | 9e | 10e | 11e | 12e | 13e | 14e | 15e | 16e | 17e | 18e | 19e | 20e | 21e | 22e | 23e | 24e | 25e |
| Classement général | 100 | 70 | 50 | 40 | 36 | 32 | 28 | 24 | 20 | 16  | 15  | 14  | 13  | 12  | 11  | 10  | 9   | 8   | 7   | 6   | 5   | 4   | 3   | 2   | 1   |

Après cette première épreuve le classement est le suivant :
| #  | Coureur         | Équipe                 | Points | Précédent | Evolution |
| -- | --------------- | ---------------------- | ------ | --------- | --------- |
| 1  | Paolo Bettini   | Quick Step-Davitamon   | 100    | Entrée    | Entrée    |
| 2  | Mirko Celestino | Saeco                  | 70     | Entrée    | Entrée    |
| 3  | Luca Paolini    | Quick Step-Davitamon   | 50     | Entrée    | Entrée    |
| 4  | Mario Cipollini | Domina Vacanze-Elitron | 40     | Entrée    | Entrée    |
| 5  | Dario Pieri     | Saeco                  | 36     | Entrée    | Entrée    |
| 6  | Erik Zabel      | Telekom                | 32     | Entrée    | Entrée    |
| 7  | Oscar Freire    | Rabobank               | 28     | Entrée    | Entrée    |
| 8  | Ján Svorada     | Lampre                 | 24     | Entrée    | Entrée    |
| 9  | Serguei Ivanov  | Fassa Bortolo          | 20     | Entrée    | Entrée    |
| 10 | Guido Trenti    | Fassa Bortolo          | 16     | Entrée    | Entrée    |

| #  | Équipe                       | Points | Précédent | Evolution |
| -- | ---------------------------- | ------ | --------- | --------- |
| 1  | Saeco                        | 12     | Entrée    | Entrée    |
| 2  | Fassa Bortolo                | 9      | Entrée    | Entrée    |
| 3  | Fdjeux.com                   | 8      | Entrée    | Entrée    |
| 4  | Rabobank                     | 7      | Entrée    | Entrée    |
| 5  | Quick Step-Davitamon         | 6      | Entrée    | Entrée    |
| 6  | Lampre                       | 5      | Entrée    | Entrée    |
| 7  | Alessio                      | 4      | Entrée    | Entrée    |
| 8  | Vini Caldirola-Saunier Duval | 3      | Entrée    | Entrée    |
| 9  | Domina Vacanze-Elitron       | 2      | Entrée    | Entrée    |
| 10 | Phonak                       | 1      | Entrée    | Entrée    |

## Liste des participants
| Liste des participants | Liste des participants               | Liste des participants |
| --- | ------------------------------------ | ---------------------- |
| \| Domina Vacanze-Elitron DVE \| Domina Vacanze-Elitron DVE \| Domina Vacanze-Elitron DVE \| \| -------------------------- \| ------------------------------------ \| -------------------------- \| \| Num \| Coureur \| Pos \| \| 1 \| Mario Cipollini (ITA) \| \| \| 2 \| Daniele Bennati (ITA) \| \| \| 3 \| Miguel Ángel Martín Perdiguero (ESP) \| \| \| 4 \| Martin Derganc (SLO) \| \| \| 5 \| Giovanni Lombardi (ITA) \| \| \| 6 \| Francesco Secchiari (ITA) \| \| \| 7 \| Alberto Ongarato (ITA) \| \| \| 8 \| Mario Scirea (ITA) \| \| |                                      |                        |
| Domina Vacanze-Elitron DVE |                                      |                        |
| Num | Coureur                              | Pos                    |
| 1 | Mario Cipollini (ITA)                |                        |
| 2 | Daniele Bennati (ITA)                |                        |
| 3 | Miguel Ángel Martín Perdiguero (ESP) |                        |
| 4 | Martin Derganc (SLO)                 |                        |
| 5 | Giovanni Lombardi (ITA)              |                        |
| 6 | Francesco Secchiari (ITA)            |                        |
| 7 | Alberto Ongarato (ITA)               |                        |
| 8 | Mario Scirea (ITA)                   |                        |

| Domina Vacanze-Elitron DVE | Domina Vacanze-Elitron DVE           | Domina Vacanze-Elitron DVE |
| -------------------------- | ------------------------------------ | -------------------------- |
| Num                        | Coureur                              | Pos                        |
| 1                          | Mario Cipollini (ITA)                |                            |
| 2                          | Daniele Bennati (ITA)                |                            |
| 3                          | Miguel Ángel Martín Perdiguero (ESP) |                            |
| 4                          | Martin Derganc (SLO)                 |                            |
| 5                          | Giovanni Lombardi (ITA)              |                            |
| 6                          | Francesco Secchiari (ITA)            |                            |
| 7                          | Alberto Ongarato (ITA)               |                            |
| 8                          | Mario Scirea (ITA)                   |                            |